# نادي شباب الأهلي
نادي شباب الأهلي - دبي الإماراتي نادي كرة قدم إماراتي تم تاسيسه عام 1958، بعد دماج نادي الأهلي مع نادي الشباب ونادي ودبي تم تغير اسمه إلي شباب الأهلي دبي بتاريخ ١٦ مايو ٢٠١٧ . يرأسه الشيخ محمد بن راشد بن محمد بن راشد آل مكتوم. يلعب الفريق في دوري أدنوك الإماراتي للمحترفين.
يعتبر نادي شباب الاهلي-دبي أنجح الأندية على مدار تاريخ كرة القدم الإماراتية، ويعتبر أكثر الفرق تحقيقاً للبطولات في دولة الإمارات العربية المتحدة بـ36 بطولة ويتناصف الزعامه مع نادي العين.

## الدمج
بتاريخ 16 مايو من عام 2017 أمر الشيخ محمد بن راشد آل مكتوم نائب رئيس الدولة رئيس مجلس الوزراء حاكم دبي بدمج «نادي الشباب العربي» و«نادي دبي الثقافي الرياضي» مع «النادي الأهلي الرياضي»، في كيان جديد يحمل اسم «نادي شباب الأهلي - دبي»، برئاسة الشيخ حمدان بن محمد بن راشد آل مكتوم، ولي عهد دبي، والشيخ مكتوم بن محمد بن راشد آل مكتوم، كنائب أول للرئيس، والشيخ أحمد بن محمد بن راشد آل مكتوم، رئيس مؤسسة محمد بن راشد آل مكتوم للمعرفة كنائب ثانٍ.

## نبذة تاريخية عن الأندية الثلاثة

### النادي الأهلي الرياضي
تأسس النادي الأهلي في سبتمبر من عام 1970م إثر اندماج ناديي الوحدة والشباب، وتعود قصة دمج الناديين إلى رحلة خارجية، قام بها نادي الوحدة لجمهورية مصر العربية، وارتأت إدارة نادي الوحدة أن تستعين ببعض لاعبي وإداري نادي الشباب، والذي كان قد تأسس عام 1958م وبعد العودة من الرحلة الخارجية تم طرح دمج الناديين ليكونا فريقا قويا يمكنه أن ينافس الأندية الأخرى، وبالفعل تحقق الدمج وتم الاتفاق على تسمية النادي الجديد النادي الأهلي، كما تم اختيار النسر وكرة القدم واللون الأحمر شعارا للنادي، وتولى ناصر عبد الله بن حسين لوتاه رئاسة أول مجلس إدارة للنادي الجديد، وبعد أربع سنوات أي في عام 1974م انضم إلى النادي الأهلي نادي النجاح الذي لم تمكنه ظروفه من الاستمرار فآثر الانضمام إلى الأهلي.

### نادي الشباب العربي
تم تأسيس نادي الشباب العربي كمؤسسة رياضية ثقافية اجتماعية، وكانت أول محاولة لتأسيس النادي سنة 1958م تحت اسم نادي الشباب وقد تم دمج نادي الشباب ونادي الوحدة سنة 1970م تحت اسم النادي الأهلي، وقد شكل بعض الأعضاء القدامى نادي جديد سنة 1971م باسم نادي الخليج، ثم تلى ذلك تغيير الاسم في نفس السنة (1971م) من نادي الخليج إلى نادي دبي، وأعيد دمج نادي دبي والنادي العربي سنة 1974م بحيث ولــد في ذلك العام نادي الشباب العربي، وفي نفس العام تم إشــهار النادي من قبل وزارة الشباب والرياضة بتاريخ 13/3/1974م بقرار وزاري رقم (3) لسنة 1974م ومقره دبي.

### نادي دبي الثقافي الرياضي
تم تأسيس نادي دبي الثقافي الرياضي في عام 1995م، وتم إشهاره من قبل وزارة الشباب والرياضة يوم السبت الموافق 15 مارس 1997م تحت رقم (42) أندية، وتم تأسيس النادي ليخدم الشباب ثقافياً ورياضياً واجتماعيا بالمشاركة والتعاون مع كافة قطاعات المجتمع من مؤسسات مختلفة لبناء ورعاية الشباب فكرياً وجسمانياً عن طريق ممارسة الألعاب الرياضية المناسبة والنهوض بالمستوى الثقافي والاجتماعي بالتعاون مع الاتحادات والهيئات المعنية بالدولة.

## الألقاب والإنجازات
الدوري الإماراتي للمحترفين
- البطل (9): 1974-1975, 1975-1976, 1979-1980, 2005-2006, 2008-2009, 2013-2014, 2022-2023, 2024-2025[3]

كأس رئيس الدولة
- البطل (11): 1974-1975, 1976-1977, 1987-1988, 1995-1996, 2001-2002, 2003-2004, 2007-2008, 2012-2013, 2018-2019, 2020-2021, 2024-2025[3]

 كأس الرابطة المحترفة الإماراتية (كأس مصرف أبوظبي الإسلامي)
- البطل (5): 2011-2012, 2013-2014, 2016-2017, 2018-2019, 2020-2021[3]

كأس السوبر الإماراتي
- البطل (7): 2008-2009, 2013-2014, 2014-2015, 2016-2017, 2020-2021, 2023-2024, 2024-2025
- السوبر الإماراتي القطري
- البطل (2): 2023-2024, 2024-2025.
- الدوري المشترك
- البطل (1): 1974-1975
- السوبر الإماراتي المغربي
- البطل (1): 2016-2017

## تشكيلة الفريق الحالية
ملاحظة: تشير الأعلام إلى المنتخب الوطني على النحو المحدد في قواعد الأهلية للفيفا. قد يحمل اللاعبون أكثر من جنسية واحدة غير تابعة للفيفا.
| الرقم | البلد                    | المركز | اللاعب            |
| ----- | ------------------------ | ------ | ----------------- |
| 3     | المغرب                   | وسط    | ياسين بوعلام U21  |
| 4     | الإمارات العربية المتحدة | مدافع  | محمد مرزوق        |
| 5     | الإمارات العربية المتحدة | مدافع  | وليد عباس         |
| 7     | الإمارات العربية المتحدة | وسط    | حارب عبد الله U23 |
| 8     | الإمارات العربية المتحدة | وسط    | جاستون سواريز     |
| 9     | إسرائيل                  | مهاجم  | مؤنس دبور         |
| 10    | الإمارات العربية المتحدة | وسط    | فيديريكو كارتابيا |
| 11    | الإمارات العربية المتحدة | مهاجم  | يحيى الغساني      |
| 12    | الإمارات العربية المتحدة | حارس   | حسن حمزة          |
| 13    | الإمارات العربية المتحدة | مدافع  | رينان             |
| 16    | البرازيل                 | مدافع  | ريكيلمي U23       |
| 17    | صربيا                    | مدافع  | بوغدان بلانيتش    |
| 18    | الإمارات العربية المتحدة | مهاجم  | محمد المنصوري U21 |
| 19    | البرازيل                 | مهاجم  | ماتيوساو U23      |
| 20    | إيران                    | مهاجم  | سردار آزمون       |
| 21    | الإمارات العربية المتحدة | مهاجم  | سلطان عادل U23    |
| 22    | الإمارات العربية المتحدة | حارس   | حمد المقبالي U23  |

| الرقم | البلد                    | المركز | اللاعب                 |
| ----- | ------------------------ | ------ | ---------------------- |
| 23    | الإمارات العربية المتحدة | حارس   | راكان المنهالي U23     |
| 24    | الإمارات العربية المتحدة | وسط    | سلطان علي U23          |
| 25    | الإمارات العربية المتحدة | مدافع  | إيغور غوميز U23        |
| 26    | الإمارات العربية المتحدة | وسط    | عيد خميس               |
| 28    | الإكوادور                | وسط    | سيباستيان غونزاليس U23 |
| 29    | البرازيل                 | وسط    | والكر بينيرو U23       |
| 31    | البرازيل                 | مدافع  | كاوان سانتوس U23       |
| 32    | الإمارات العربية المتحدة | مدافع  | حمد القيوضي U23        |
| 37    | الإمارات العربية المتحدة | مدافع  | أحمد عبد الله          |
| 40    | صربيا                    | وسط    | لوكا ميليفويفيتش       |
| 50    | الإمارات العربية المتحدة | مدافع  | سعيد سليمان            |
| 57    | الإمارات العربية المتحدة | وسط    | يوري سيزار             |
| 61    | الإمارات العربية المتحدة | مدافع  | بدر ناصر U23           |
| 66    | إيران                    | وسط    | سعيد عزت اللهي         |
| 77    | الإمارات العربية المتحدة | وسط    | غويليرمي بالا U23      |
| 80    | البرازيل                 | وسط    | برينو                  |
| 96    | الإمارات العربية المتحدة | حارس   | علي الصفار U23         |

### لاعببن غير مسجلين
ملاحظة: تشير الأعلام إلى المنتخب الوطني على النحو المحدد في قواعد الأهلية للفيفا. قد يحمل اللاعبون أكثر من جنسية واحدة غير تابعة للفيفا.
| الرقم | البلد    | المركز | اللاعب       |
| ----- | -------- | ------ | ------------ |
| 2     | البرازيل | مدافع  | إياغو سانتوس |

| الرقم | البلد                    | المركز | اللاعب    |
| ----- | ------------------------ | ------ | --------- |
| 55    | الإمارات العربية المتحدة | حارس   | ماجد ناصر |

### المعارون
ملاحظة: تشير الأعلام إلى المنتخب الوطني على النحو المحدد في قواعد الأهلية للفيفا. قد يحمل اللاعبون أكثر من جنسية واحدة غير تابعة للفيفا.
| الرقم | البلد                    | المركز | اللاعب                                |
| ----- | ------------------------ | ------ | ------------------------------------- |
| 14    | الإمارات العربية المتحدة | مدافع  | سلطان الزعابي (معار إلى نادي خورفكان) |
| 30    | غينيا                    | مدافع  | عمر كيتا (معار إلى نادي خورفكان)      |
| 35    | الإمارات العربية المتحدة | وسط    | حمدان حميد (معار إلى نادي خورفكان)    |
| 44    | البرازيل                 | وسط    | غوستافو (معار إلى نادي كلباء)         |

| الرقم | البلد | المركز | اللاعب                                 |
| ----- | ----- | ------ | -------------------------------------- |
| 60    | مالي  | وسط    | دريسا كوليبالي (معار إلى نادي خورفكان) |
| 98    | مالي  | مهاجم  | شيكنا دومبيا (معار إلى نادي خورفكان)   |
| --    | إيران | وسط    | مهدي قائدي (معار إلى نادي كلباء)       |

## الشعارات والزي

### الزي
title = نادي شباب الأهلي - دبي
}}

| نادي شباب الأهلي دبي |

## قائمة الهدافين
ملاحظة يشمل لاعبين السابقين والأندية قبل الدمج.
| # | اللاعب    | الأهداف | المباريات | المسيرة   |
| - | --------- | ------- | --------- | --------- |
| 1 | يوسف عتيق | 117     | n/a       | n/a       |
| 2 | فيصل خليل | 112     | 208       | 1999-2013 |
| 3 | أحمد خليل | 74      | 218       | 2006-     |

| # | اللاعب          | المشاركات | الأهداف | المسيرة |
| - | --------------- | --------- | ------- | ------- |
| 1 | وليد عباس       | 257       | 16      | 2002-   |
| 2 | عبد العزيز هيكل | 244       | 5       | 2008-   |
| 3 | محمد مرزوق      | 218       | 18      | 2009-   |
| 4 | ماجد ناصر       | 217       | 0       | 2012-   |
| 5 | سالمين خميس     | 190       | 9       | 2010-   |
| 6 | ماجد حسن        | 168       | 5       | 2010-   |
| 7 | وليد حسين       | 155       | 4       | 2011-   |
| 8 | هنريكي لوفانور  | 128       | 59      | 2014-   |

## أبرز النجوم
- حسن نزاري
- حسن روشن
- ميلاد ميداوودي
- علي كريمي
- هشيم حيدري
- جواد كاظميان
- فرهاد مجيدي
- جرافيتي
- ماركوس أسونساو
- مارتن كامبروف
- خوان مارتن بارودي
- رشيد بن محمود
- عبد اللطيف جريندو
- محمد قادر
- أحمد عيسى
- عبد الرزاق إبراهيم
- جمال مبارك
- فرناندو رودريغيز
- نيكولاس كاسترو
- سلافيسا ميتروفيتش
- علي الزيتوني
- ألوسا كابيرو
- كنجسلي أوبايكو
- كلفن سبوي
- سيدو تراوري
- غريغوري دوفرينيس
- حسني عبد ربه
- باري
- فابيو كانافارو
- مهدي علي
- فيصل خليل
- سالم خميس
- يوسف عتيج
- عادل عبد الغزيز
- حمدون
- صلاح راشد
- عبد الرسول
- محمد قاسم
- علي سعيد
- جاسم أكبر
- عبد الله موسى
- كومار دين
- وليد حسين
- 🇦🇪 إسماعيل الحمادي

## المدربين السابقين
| الفترة    | المدرب             |
| --------- | ------------------ |
| 2017-2018 | مهدي علي           |
| 2018-2019 | لويس سييرا         |
| 2019-2020 | رودولفو أروابارينا |

## المنشئات والمرافق الرياضية
- استاد راشد: تأسس عام 1949 ويتسع لـ 8 ألف متفرج.[4]

## وصلات خارجية
- الموقع الرسمي لنادي الأهلي